# G. Leppenberg

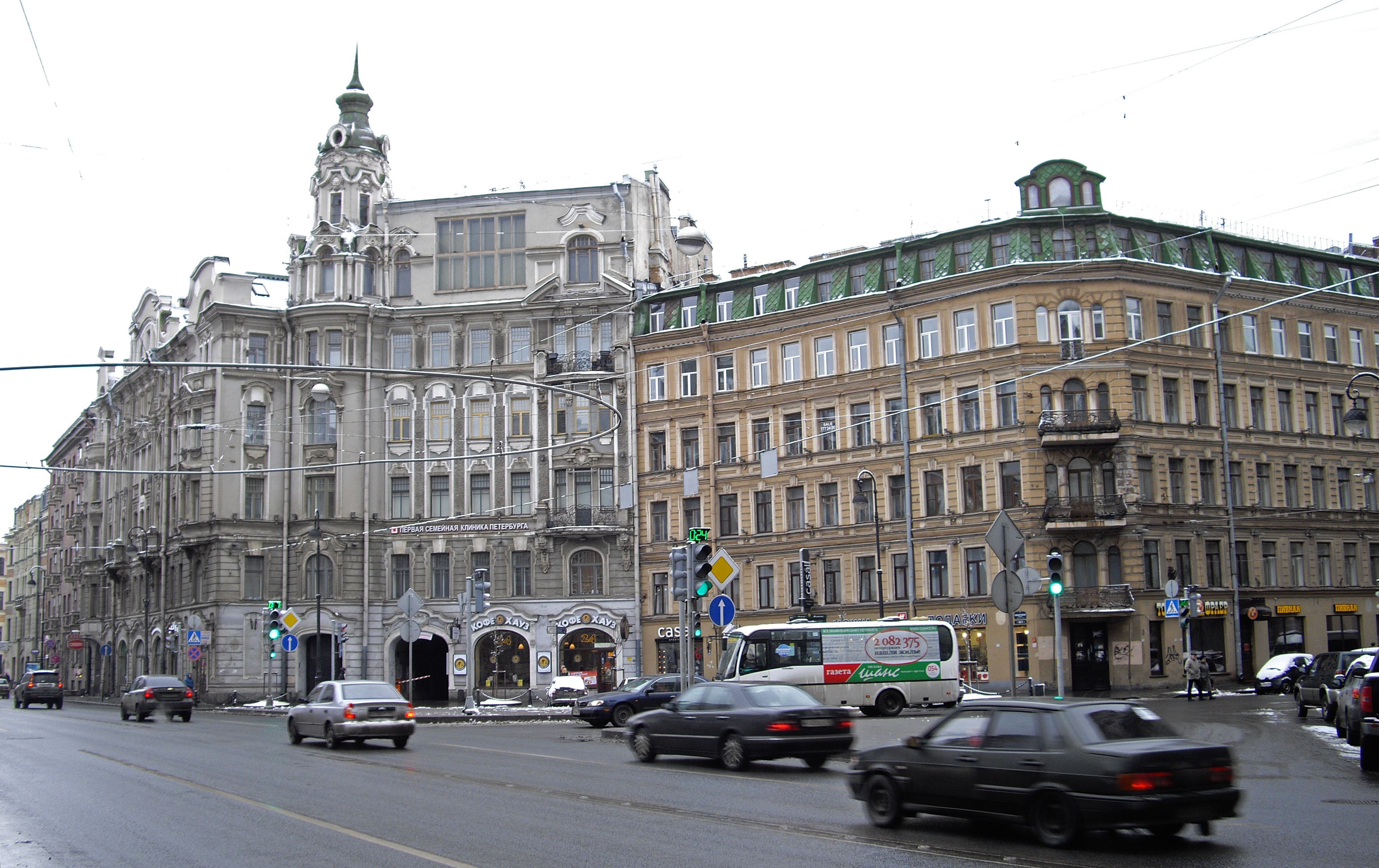
Rechts ehemaliges Produktionsgebäude am Österreichischen Platz in Sankt Petersburg, trägt noch heute den Titel Haus Leppenberg (russ. дом Г. Ф. Лепенберга)

Die Pianofortefabrik G. Leppenberg (russischer Herstellername auch Г. Леппенбергъ) in Sankt Petersburg ist ein ehemaliger Hersteller von Konzertpianos und Flügeln aus Sankt Petersburg. Die Fabrik wurde vom Deutschbalten, dem aus Tallinn stammenden Gustav Heinrich Leppenberg (* 5. März 1854 in Tallinn; † 7. November 1919 in Sankt Petersburg) im Jahr 1888 gegründet, annulliert 1910. Robert Wechsler kaufte im Januar 1911 die Leppenberg Pianofabrik, nachdem er aus der Leitung der Gebrüder Offenbacher Pianofabrik in Sankt Petersburg ausgeschieden war. In den Quellen wird den Leppenberg Klavieren nachgesagt, dass sie günstig in Mengen produziert, für ein breites aufstrebendes Bürgertum gedacht waren. Die musikalische Bildung hatte sich dank neuer Musikschulen und Konservatorien in Russland in der zweiten Hälfte des 19. Jahrhunderts sprunghaft entwickelt. Der Bedarf an preiswerten Instrumenten war somit hoch. In Tallinn befindet sich das 1912 von Jacques Rosenbaum erbaute Gustav Leppenberg Haus.

## Exponate in öffentlichen Sammlungen
- ein Leppenberg Klavier befindet sich im russischen Dubowka Bezirksmuseum in der Sovetskaya Straße 19, in Dubowka, Oblast Wolgograd[4]
- durch eine Schenkung der Familie von Denis Vadimovich Spirin gelangte ein Klavier von Leppenberg in das „Museum des Kaufmanns- und Bürgerlebens“ in Mariinski Possad in der Tschuwaschische Republik, Zentralrussland[5]
- ein Leppenberg Klavier befindet sich im Puschkin Zentrum, dem ehemaligen Sommerhaus von Puschkins Frau Natalja Nikolajewna Puschkina-Lanskaja in Narowtschat Oblast Pensa[6]
- Das Heimatmuseum Saratov beherbergt ein Leppenberg Klavier[7]